# Necrosi corticale renale
La necrosi corticale renale, nota anche come necrosi corticale simmetrica o bilaterale, è una rara causa di insufficienza renale acuta caratterizzata da improvvisa riduzione dell'afflusso di sangue agli strati più esterni della corticale renale, che ne provoca la necrosi. È spesso associata con gravi complicanze della gravidanza e del parto e si manifesta clinicamente con intenso e improvviso dolore alle logge renali associato a riduzione (oliguria) o arresto (anuria) dell'emissione di urina.

## Cause
Negli adulti:
- Legate alla gravidanza (>50% dei casi)
  - Distacco intempestivo di placenta
  - Aborto settico
  - Morte endouterina fetale
  - Eclampsia
- Infezione da HIV[1]
- Morsi di serpente[2]
- Abuso di alcol[3]
- Shock
- Traumi
- Anemia drepanocitica[4]
- Lupus eritematoso sistemico (LES)[5]
- Sepsi[6]
- Sindrome da anticorpi antifosfolipidi associata a LES[7]
- Deficit di alcune vitamine[8]
- Pancreatite[9]
- Malaria[10]
- Meningococcemia[11]
- Tossicità da farmaci (FANS, mezzi di contrasto, derivati del chinino,[12] tretinoina[13])

Nei neonati:
- Cardiopatie congenite
- Disidratazione
- Asfissia perinatale
- Anemia
- Emorragia della placenta
- Malattia emolitica del neonato
- Sepsi[6]

## Patogenesi
Sebbene il meccanismo patogenetico della malattia non sia completamente chiaro, è molto probabile che intervengano alterazioni patologiche dei piccoli vasi. Generalmente la midollare renale, richiedendo maggiori quantità di ossigeno per il suo metabolismo, è più soggetta al danno ischemico, in particolare a livello dei dotti collettori: un improvviso arresto dell'apporto ematico ai reni danneggerà quindi con maggiore probabilità la midollare. Un'ischemia di breve durata provoca solitamente necrosi tubulare acuta, una condizione generalmente reversibile, mentre un'ischemia più prolungata può portare a necrosi corticale. Dal punto di vista istologico la corticale appare gravemente danneggiata, mentre le strutture più grossolane della midollare sono relativamente conservate. Di solito il danno è bilaterale, per via delle cause sottostanti che quasi sempre sono sistemiche (ovvero coinvolgono tutto l'organismo). In oltre il 50% dei casi è associato alla gravidanza. La necrosi corticale è responsabile del 2% di tutti i casi di insufficienza renale acuta negli adulti e del 20% di quelli che insorgono nell'ultima fase della gravidanza.

## Diagnosi
Il gold standard per la diagnosi sarebbe la biopsia renale, che però nella realtà è spesso rischiosa per la presenza concomitante di alterazioni della coagulazione del sangue. Nella maggior parte dei casi, perciò, la diagnosi è esclusivamente clinica, basata cioè sui segni e sintomi della malattia. Tra gli esami strumentali sono particolarmente utili la TC con mezzo di contrasto e l'arteriografia renale.

## Terapia
La terapia consiste nella sostituzione della funzione renale mediante dialisi o trapianto renale.